# Ready Go! (WaTの曲)
「Ready Go!」（レディー・ゴー）は、日本の音楽デュオ・WaTのメジャー4作目（通算5作目）のシングル。

## 概要
- 前作「Hava Rava」から約3ヶ月ぶりのシングル。
- 表題曲はメンバーがオフィシャルサポーターを務めるTBS系列『2006年バレーボール男子世界選手権』のテーマソングに起用された。
- 初回限定盤と通常盤の2形態で発売された。初回限定盤には特典として12ページからなるスペシャルブックレットが同梱され、表題曲の別バージョン3曲が追加収録された。また通常盤の初回生産分にはオリジナルステッカーが同梱された。
- オリコンチャート初登場1位を獲得。自身初の首位獲得を果たした[1]。

## 収録曲
1. Ready Go! [4:14]
作詞：WaT
作曲：Curious K.
編曲：華原大輔
ブラスアレンジ：佐野聡
2. More [4:21]
作詞・作曲：WaT
編曲：田辺恵二
3. Ready Go! (Piano & Guitar Ver.) [4:34]
初回限定盤のみ収録されている。
4. Ready Go! (E.Guitar Ver.) [4:05]
初回限定盤のみ収録されている。
5. Ready Go! (Music Box Ver.) [5:03]
初回限定盤のみ収録されている。
6. Ready Go! (Instrumental) [4:13]
作曲：Curious K.
編曲：華原大輔
表題曲のインストゥルメンタルバージョン。
7. More (Instrumental) [4:17]
作曲：WaT
編曲：田辺恵二
カップリング曲のインストゥルメンタルバージョン。

## 参加ミュージシャン
WaT
- ウエンツ瑛士：Vocal & Chorus (#1,2)
- 小池徹平：Vocal & Chorus (#1,2)

Support Musician
- 華原大輔：Bass & Programming (#1,3)
- 田代衛：Electric Guitar & Acoustic Guitar (#1,3)
- 鈴木正則：Trumpet (#1,3)
- 佐野聡：Trombone (#1,3)
- 園田凌士：Chorus (#1)
- 勝ち組ボーイズ：Chorus (#1)

## タイアップ
- TBS系列『2006年バレーボール男子世界選手権』テーマソング (#1)

## 収録アルバム
- WaT Collection (#1)
- 卒業BEST (#1)